# Walther Freyer
Walther Paul Christian Freyer (* 30. September 1872 in Maszewo; † 1959) war ein deutscher Gewerkschafter und Marineoffizier der Handelsmarine, Kaiserlichen Marine und Kriegsmarine.

## Leben

### Herkunft
Walther Freyer war ein Sohn der Geheimen Medizinalrates Theodor Freyer und seiner Frau Mathilde, geb. Ladenthin.

### Ausbildung und Werdegang
Freyer besuchte das Domgymnasium in Kolberg und die Navigationsschule in Bremen. Nach dem Abitur ging er 1892 zur Handelsmarine.
1896/97 diente er in der Kaiserlichen Marine und wurde anschließend Reservist. 1899 war er als Reservist für den Landwehrbezirk I Bremen Vize-Steuermann (Beförderung am 26. November 1897) bei der I. Matrosendivision.
In der Handelsmarine wurde er Schiffsoffizier und 1900 Kapitän. Von 1898 bis 1903 fuhr er für den Norddeutschen Lloyd.
Am 6. Dezember 1902 wurde er Leutnant zur See der Reserve. Als Oberleutnant zur See der Reserve (Beförderung am 11. Oktober 1906) hatte er bis 1907 den Kaiserlich und Königlich russischen St.-Annen-Orden 3. Klasse erhalten. Am 9. Juli 1912 wurde er Kapitänleutnant der Reserve. Von Januar 1915 bis nach Kriegsende war er Vorstand der Zweigstelle der Nachrichtenabteilung IIIb (Meldesammelstelle Nord) des Admiralstabs der Marine in Wesel. Die Zweigstelle war ein Instrument überseeischer Aufklärung. Am 28. November 1919 wurde er aus der Marine verabschiedet. Am 28. Dezember 1919 erhielt er den Charakter als Korvettenkapitän der Reserve verliehen.
Als Fregattenkapitän der Reserve z. V. wurde er in der Kriegsmarine reaktiviert und war von Februar 1941 bis September 1944 stellvertretender Leiter der Außenstelle Amsterdam der Rüstungsinspektion Niederlande. Am 30. November 1944 wurde er aus der Marine entlassen.

### Gewerkschaftsaktivitäten
Freyer war mindestens ab 1902 Vorsitzender des 1900 gegründeten Vereins Deutscher Kapitäne und Offiziere der Handelsmarine. Auch in der Nachfolgeorganisation in Hamburg, welche ab 1929 Verband Deutscher Kapitäne und Schiffsoffiziere (VDKS) hieß, blieb er Vorsitzender. 1935 war er Vorsitzender des Verbands seemännischer Angestellter in der Deutschen Arbeitsfront, welcher die Interessen aller an Bord tätigen seemännischen und technischen Angestellten der Seeschifffahrt vertreten sollte.

### Auseinandersetzung mit Albert Ballin
Freyer war ein prominenter Kritiker der Expansionsbestrebungen Albert Ballins, sein Konkurrenzstreben mit England und seinem Verhältnis zu den Gewerkschaften. Zeitlebens verband sie eine feindliche Auseinandersetzung. Dies ging so weit, dass Freyer einen Roman schrieb, in welchem der Schiffseigner Moritz Bebacher, welcher auch Napoleon der Meere genannt wird, durch seinen ständigen Drang nach Expansion und Gewinnmaximierung Deutschland und England an den Rand eines Kriegs bringt. 1914 veröffentlichte er den „Seeroman“ Im Kampf um den Ozean (Dieterich, Leipzig). Ballin erstattete Anzeige gegen Freyer wegen Verleumdung, weil er sich, ohne explizit genannt worden zu sein, als Ziel dieses Romans sah. Diese Presse führte zu weiteren Vorgehalten auf britischer Seite und die Auseinandersetzung in Deutschland zum Umgang mit England wurden noch weiter verschärft.

### Familie
Freyer war mit Annemarie, geb. Breymann, verheiratet und hatten zwei Kinder.

## Schriften (Auswahl)
- Die Rettungsboote bei Schiffskatastrophen. In: Schiffbau, Nr. 17, 10. Juni 1914, S. 711 ff.
- Die Entwicklung zum Verband seemännischer Angestellter. In: Hansa, Band 71, 1, 1934, S. 40–41.
- Der Verband seemännischer Angestellter als Brücke aus der Vergangenheit in die Zukunft. In: Seefahrt, Band 34, 1, 1934, S. 2 ff.